# Casper Staring
Casper Staring (Amsterdam, 1 februari 2001) is een Nederlands voetballer. De verdediger maakte in oktober 2020 zijn debuut in het betaald voetbal voor FC Twente. In januari 2023 verruilde Staring FC Twente voor NAC Breda.

## Clubloopbaan
Staring werd geboren in Amsterdam en groeide op in Barneveld. Hij speelde als jeugdspeler voor SDV Barneveld en maakte in 2014 op 13-jarige leeftijd de overstap naar de voetbalacademie FC Twente. In mei 2020 tekende hij een profcontract bij de FC Twente / Heracles Academie. Het was de bedoeling dat hij aan zou sluiten bij het Onder 21-elftal van de gezamenlijke jeugdopleiding, maar in de voorbereiding op het nieuwe seizoen mocht hij aansluiten bij de eerste selectie van FC Twente. In oktober 2020 tekende hij een driejarig contract bij Twente, met een optie voor nog een jaar.
Op 27 oktober 2020 maakte Staring in een bekerwedstrijd tegen BV De Graafschap zijn profdebuut. Hij viel in voor de geblesseerd uitgevallen Dario Đumić. In de met 3-1 verloren wedstrijd scoorde hij het enige Twentse doelpunt. Vier dagen later maakte hij tevens zijn debuut in de Eredivisie, in een wedstrijd tegen PEC Zwolle.
In januari 2023 vertrok Casper Staring bij FC Twente en tekende hij een contract tot 2026 bij NAC Breda. In de play-offs promotie/degradatie 2024 scoorde hij een bepalend doelpunt in de uitwedstrijd tegen Excelsior Rotterdam, waardoor NAC promoveerde naar de Eredivisie.

## Statistieken
| Seizoen | Club      | Competitie     | Competitie | Competitie | Beker | Beker | Europees | Europees | Overig | Overig | Totaal | Totaal |
| Seizoen | Club      | Competitie     | Wed.       | Dlp.       | Wed.  | Dlp.  | Wed.     | Dlp.     | Wed.   | Dlp.   | Wed.   | Dlp.   |
| ------- | --------- | -------------- | ---------- | ---------- | ----- | ----- | -------- | -------- | ------ | ------ | ------ | ------ |
| 2020/21 | FC Twente | Eredivisie     | 6          | 0          | 1     | 1     | —        | —        | 0      | 0      | 7      | 1      |
| 2021/22 | FC Twente | Eredivisie     | 3          | 0          | 1     | 0     | —        | —        | 0      | 0      | 4      | 0      |
| 2022/23 | FC Twente | Eredivisie     | 1          | 0          | 0     | 0     | 0        | 0        | 0      | 0      | 1      | 0      |
| 2022/23 | NAC Breda | Eerste divisie | 19         | 0          | 2     | 0     | —        | —        | 2      | 0      | 23     | 0      |
| 2023/24 | NAC Breda | Eerste divisie | 29         | 0          | 1     | 0     | —        | —        | 6      | 1      | 36     | 1      |
| Totaal  | Totaal    | Totaal         | 58         | 0          | 5     | 1     | 0        | 0        | 8      | 1      | 71     | 2      |